# Nuoto ai Giochi della XX Olimpiade - 100 metri dorso femminili
La competizione dei 100 metri dorso femminili di nuoto ai Giochi della XX Olimpiade si è svolta nei giorni 1° e 2 settembre 1972 alla Olympia Schwimmhalle di Monaco di Baviera.

## Programma
| Data              | Ora   | Round        | Note                                |
| ----------------- | ----- | ------------ | ----------------------------------- |
| 1º settembre 1972 | 10:00 | 5 Batterie   | I migliori 16 tempi alle semifinali |
| 1º settembre      | 18:00 | 2 Semifinali | I migliori 8 tempi alla finale      |
| 2 settembre       | 18:50 | Finale       |                                     |

## Risultati

### Batterie
| Pos. | Atleta              | Nazione          | Tempo   | Pos F |
| ---- | ------------------- | ---------------- | ------- | ----- |
| 1    | Melissa Belote      | Stati Uniti      | 1'06"60 | 2 Q   |
| 2    | Tinatin Lekveišvili | Unione Sovietica | 1'07"84 | 8 Q   |
| 3    | Marianne Vermaat    | Paesi Bassi      | 1'09"14 | 16 Q  |
| 4    | Susanne Niesner     | Svizzera         | 1'09"16 | 17    |
| 5    | Kazu Fujimura       | Giappone         | 1'09"81 | 24    |
| 6    | Diana Ashton        | Gran Bretagna    | 1'10"90 | 30    |

| Pos. | Atleta               | Nazione       | Tempo   | Pos F |
| ---- | -------------------- | ------------- | ------- | ----- |
| 1    | Wendy Cook           | Canada        | 1'07"00 | 4 Q   |
| 2    | Sue Lewis            | Australia     | 1'08"06 | 10 Q  |
| 3    | Deborah Palmer       | Australia     | 1'08"68 | 13 Q  |
| 4    | Annemarie Groen      | Paesi Bassi   | 1'09"55 | 21    |
| 5    | Susan Hunter         | Nuova Zelanda | 1'10"06 | 26    |
| 6    | Kikuyo Ishii         | Giappone      | 1'10"44 | 28    |
| 7    | Ildikó Szekeres      | Ungheria      | 1'11"20 | 31    |
| 8    | Felicia Ospitaletche | Uruguay       | 1'13"99 | 35    |

| Pos. | Atleta            | Nazione          | Tempo   | Pos F |
| ---- | ----------------- | ---------------- | ------- | ----- |
| 1    | Christine Herbst  | Germania Est     | 1'07"96 | 9 Q   |
| 2    | Susie Atwood      | Stati Uniti      | 1'08"30 | 12 Q  |
| 3    | Debra Cain        | Australia        | 1'08"81 | 14 Q  |
| 4    | Sylvie Le Noach   | Francia          | 1'09"25 | 18    |
| 5    | Nataliya Yershova | Unione Sovietica | 1'09"26 | 20    |
| 6    | Diana Olsson      | Svezia           | 1'09"86 | 25    |
| 7    | Christine Fulcher | Irlanda          | 1'10"63 | 29    |
| 8    | Diana Sutherland  | Gran Bretagna    | 1'12"12 | 32    |

| Pos. | Atleta           | Nazione        | Tempo   | Pos F |
| ---- | ---------------- | -------------- | ------- | ----- |
| 1    | Andrea Gyarmati  | Ungheria       | 1'06"56 | 1 Q   |
| 2    | Enith Brigitha   | Paesi Bassi    | 1'06"71 | 3 Q   |
| 3    | Annegret Kober   | Germania Ovest | 1'08"24 | 11 Q  |
| 4    | Angelika Kraus   | Germania Ovest | 1'08"92 | 15 Q  |
| 5    | Susanne Hilger   | Germania Est   | 1'09"25 | 18    |
| 6    | Jacqueline Brown | Gran Bretagna  | 1'10"43 | 27    |
| 7    | Ong Mei Lin      | Malaysia       | 1'19"39 | 37    |

| Pos. | Atleta               | Nazione        | Tempo   | Pos F |
| ---- | -------------------- | -------------- | ------- | ----- |
| 1    | Donna Gurr           | Canada         | 1'07"45 | 5 Q   |
| 2    | Karen Moe            | Stati Uniti    | 1'07"69 | 6 Q   |
| 3    | Silke Pielen         | Germania Ovest | 1'07"70 | 7 Q   |
| 4    | Zdenka Gašparač      | Jugoslavia     | 1'09"72 | 22    |
| 5    | Cathy Raftery        | Canada         | 1'09"72 | 22    |
| 6    | Patricia López       | Argentina      | 1'12"13 | 33    |
| 7    | María Cecilia Vargas | Messico        | 1'12"91 | 34    |
| 8    | Pat Chan             | Singapore      | 1'14"24 | 36    |

### Semifinali
| Pos. | Atleta              | Nazione          | Tempo   | Pos F |
| ---- | ------------------- | ---------------- | ------- | ----- |
| 1    | Melissa Belote      | Stati Uniti      | 1'06"08 | 1 Q   |
| 2    | Susie Atwood        | Stati Uniti      | 1'06"26 | 2 Q   |
| 3    | Karen Moe           | Stati Uniti      | 1'06"27 | 3 Q   |
| 4    | Wendy Cook          | Canada           | 1'06"89 | 6 Q   |
| 5    | Tinatin Lekveišvili | Unione Sovietica | 1'07"61 | 10    |
| 6    | Sue Lewis           | Australia        | 1'07"81 | 11    |
| 7    | Debra Cain          | Australia        | 1'08"51 | 14    |
| 8    | Marianne Vermaat    | Paesi Bassi      | 1'09"11 | 16    |

| Pos. | Atleta           | Nazione        | Tempo   | Pos F |
| ---- | ---------------- | -------------- | ------- | ----- |
| 1    | Andrea Gyarmati  | Ungheria       | 1'06"39 | 4 Q   |
| 2    | Enith Brigitha   | Paesi Bassi    | 1'06"49 | 5 Q   |
| 3    | Silke Pielen     | Germania Ovest | 1'06"98 | 7 Q   |
| 4    | Christine Herbst | Germania Est   | 1'07"34 | 8 Q   |
| 5    | Donna Gurr       | Canada         | 1'07"37 | 9     |
| 6    | Annegret Kober   | Germania Ovest | 1'08"01 | 12    |
| 7    | Deborah Palmer   | Australia      | 1'08"29 | 13    |
| 8    | Angelika Kraus   | Germania Ovest | 1'09"10 | 15    |

### Finale
| Pos.    | Atleta           | Nazione        | Tempo   | Nota            |
| ------- | ---------------- | -------------- | ------- | --------------- |
| Oro     | Melissa Belote   | Stati Uniti    | 1'05"78 | Record olimpico |
| Argento | Andrea Gyarmati  | Ungheria       | 1'06"26 |                 |
| Bronzo  | Susie Atwood     | Stati Uniti    | 1'06"34 |                 |
| 4       | Karen Moe        | Stati Uniti    | 1'06"69 |                 |
| 5       | Wendy Cook       | Canada         | 1'06"70 |                 |
| 6       | Enith Brigitha   | Paesi Bassi    | 1'06"82 |                 |
| 7       | Christine Herbst | Germania Est   | 1'07"27 |                 |
| 8       | Silke Pielen     | Germania Ovest | 1'07"36 |                 |